# Мельгунов, Алексей Петрович
Алексе́й Петро́вич Мельгуно́в (9 (20) февраля 1722 — 2 (13) июля 1788) — деятель Русского Просвещения и масонства, действительный тайный советник, по словам Екатерины II — «очень и очень полезный государству человек». Генерал-губернатор Ярославского наместничества (1777—1788).
Владелец Елагина острова в Петербурге («Мельгунов остров») и подмосковной усадьбы Суханово.

## Биография
Родился 9 (20) февраля 1722 года, сын петербургского вице-губернатора Пётра Наумовича Мельгунова и его жены Евфимии Васильевны, урождённой Римской-Корсаковой.
С 20 января 1737 года, вместе с братом Александром воспитывался в Сухопутном шляхетском корпусе. Хорошо знал немецкий язык и при выпуске из корпуса в ноябре 1740 года был взят камер-пажом ко двору Елизаветы Петровны.
С 1756 года — адъютант (в чине бригадира) Петра Фёдоровича, входил в круг его ближайших приближённых. Командовал Ингерманландским пехотным полком. В качестве фактического руководителя (иногда именуется шефом) Сухопутного шляхетского корпуса (1756—1761) создал при нём театр, открыл типографию.
28 декабря 1761 года произведён в генерал-майоры, а в феврале — в генерал-поручики; принимал доносы «об умысле по первому и второму пункту». Участвовал в подготовке прогрессивных законодательных актов Петра III (манифест об уничтожении Тайной канцелярии, указ о вольностях дворянства и другие). Пётр III пожаловал ему 1000 душ крепостных и землю в столице, назначил членом Особого собрания при императоре; 10 февраля 1761 года был награждён орденом Св. Александра Невского.
28 июня 1762 года при свержении Петра III сохранил ему верность, за что был арестован и попал в опалу, но Екатерина II вскоре пригласила его вновь на службу и в 1764 году назначила генерал-губернатором Новороссийской губернии.
Мельгунов организовал типографию в крепости святой Елисаветы, первым проводил археологические раскопки скифских курганов на Днепре. В 1762 г. раскопал под Елисаветградом т. н. Мельгуновский курган — богатое скифское погребение начала VI века до н. э.. Был составителем доклада о реформе народного образования в России.
В 1765 году он был «пожалован в Москву сенатором и Камер-коллегии президентом». Был депутатом Комитета по составлению нового Уложения (1767), директором казённых винокуренных заводов.
В чине действительного тайного советника с 1777 года до конца жизни был ярославским, а с 1780 года ещё и вологодским генерал-губернатором.
Приехал в Ярославль 1 апреля 1777 года. Он воспринял свою задачу не чисто административно и вовсе не пытался формально ограничиться установлением введённой в то время Екатериной II в России системы государственного управления. Власть, по его убеждению, реализовала себя не путём деспотического принуждения, а на основе европейской концепции просвещённого монархизма. Она опирается на идею общественного договора, согласия сословий, ведущего к общему благу. В наместничестве проводил в жизнь программу деятельности, которая сочетала просветительские и масонские идеи и идеалы. Вера, закон, милосердие — краеугольные камни мельгуновского правления.
Мельгунову приходилось создавать губернию «с нуля»: наносить на карту новые города, развивать в них торговлю и промышленность, стимулировать развитие образования, культуры, благотворительности. Организовал административный аппарат наместничества, боролся со злоупотреблениями в государственных учреждениях, за утверждение законности. Провёл изучение территории наместничества, организовал его топографическое описание. В годы правления Мельгунова были образованы города Рыбинск, Молога, Пошехонье, Мышкин, Данилов, Петровск и Борисоглебск. Повсеместно карт-бланш получила торговля, особенно хлебом, в том числе оптовая и посредническая. Мельгунов охотно помогал в строительстве заводов и фабрик, давал льготы предприимчивому купечеству… Ему принадлежал проект Северного Екатерининского канала, соединявшего Двину и Каму. Одним из первых Мельгунов начал реализацию новой судебной реформы.
У него была репутация добросердечного человека, гуманного чиновника, осуждавшего жестокость, даже ту, которую допускал закон. Известно, в частности, что он добивался наказания помещиков-изуверов, используя все средства, вплоть до обращения к императрице. Основал тюрьму в Коровниках, цивилизовав тем самым условия тюремного заключения. В 1781 году инициировал и исполнил секретную миссию: организовал отправку из тюрьмы в Холмогорах в Данию семьи брауншвейгского принца Антона Ульриха — потенциальных претендентов на престол; при этом обходился с брауншвейгским семейством максимально гуманно и благородно.
Плодотворную административную деятельность Мельгунов совмещал с культурными занятиями разного рода. Его трудами был обеспечен культурный расцвет в крае. Попытался перенести в Ярославль все формы столичной культурной жизни. Театры в Ярославле и Вологде, первая в России провинциальная частная типография, первый русский провинциальный журнал, гимназия и училище в Ярославле, мореходное училище в Холмогорах, приют для старых и бездомных и система помощи голодающим, — все это свидетельствовало об экстраординарном запросе и замысле наместника, строившего заново культуру своей столицы.
Придаёт Ярославлю черты административного и культурного центра огромного наместничества. Под его руководством проходила перепланировка центра Ярославля в духе классицизма, наместник впервые «дал Ярославлю вид европейского города» (краевед Вадим Лествицын). В план города был заложен осмысленный идейный проект. Главные духовные акценты в его ландшафте — храмы, которые замкнули перспективы улиц. Ярославские улицы ведут к храму, символизируя путь христианина; всякое движение по ним может быть воспринято как движение к Богу. В смысловом ряду центральной, Ильинской, площади вера соединялась с законом: храм Ильи Пророка соседствовал с Присутственными местами и дворцом наместника. Корпусами Присутственных мест, как рамой закона, замкнута площадь, в средоточии же её находится храм — очаг вечности, источник благодати. Посвящение храма пророку Илии приобретает особое значение: храм являет собой воплощённое пророческое слово — предсказание, поучение и приобщение — это светлое пророчество о Рае, о возвращении непосредственного богообщения. Храм Ильи есть прежде всего символ Рая. Корпуса Присутственных мест могут быть поняты как листы раскрытой книги Закона. Слово Закона являло себя пророческому слову, постоянно соотносясь с ним, для полного гармонического соответствия. Дворец наместника должен был обеспечивать его постоянное присутствие в этом средоточии истинного слова — как гаранта торжествующего порядка, слуги двояко выраженной Истины.
Крупнейший благотворитель в российской провинции XVIII века (за пределами Петербурга и Москвы). В основном на благотворительные дела пустил доход от продажи собственного Елагина острова в Петербурге (в 1776—1793 годах носил название Мельгунов остров) и собственности в Москве в районе Триумфальной площади. Неподалёку от ярославской Ильинской площади им был создан Дом призрения ближнего (1786 год), строившийся и (в основном) содержавшийся за счёт благотворителей, главным из которых был сам Мельгунов, — уникальный в российской провинции тех лет культурный, духовный центр. В первую очередь это очаг широкой благотворительности, воплощение завета о щедрой милостыне. В его замысле, воплощённом в жизнь, соединялись заботы наместника о духовной помощи (при Доме имелась церковь), религиозном и светском просвещении (здесь функционировало училище, тут же, вероятно, одно время пребывала и типография) и благотворительности (дети и старики жили в доме на полном содержании). Распространил 400 азбук, централизованно закупленных им в Академии наук. В положении Дома было записано, что нуждающиеся «могут во всякое время в Дом Призрения или сами явиться, или о себе через кого дать знать, где оныя принимаемы будут немедленно». Справедливо назвал Дом призрения лучшим памятником Мельгунову протоиерей Иоанн Троицкий, автор первой книги о Ярославле. Соглашался с ним и краевед Леонид Трефолев, объявляя Дом «вековечным памятником» его основателю.
Важнейшими компонентами просвещения в Ярославле стали домашний театр Мельгунова и издававшийся при его непосредственном участии первый в России провинциальный журнал «Уединённый пошехонец», посредством которых была сделана попытка духовно пробудить местное общество, приобщить его к новым чувствам и мыслям, к важнейшим проблемам человечества. Мельгунов также собрал для Эрмитажа «некоторые остатки зырянских древних бумаг».
Любил науку и много занимался немецкой литературой.

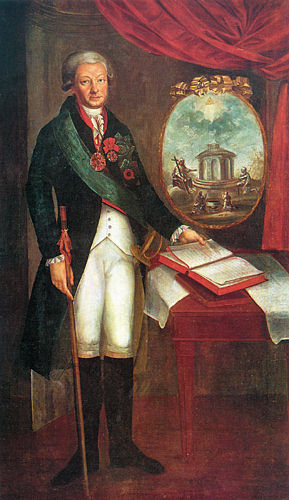
Портрет работы Д. М. Коренева

Любя «пышность» и веселье, Мельгунов часто угощал чиновников, купечество и дворянство в Ярославле и аристократию в петербургском Мишине (теперь Елагин остров); одно из последних мишинских торжеств (1776) воспето Гавриилом Державиным.
Скончался в Ярославле 2 (13) июля 1788 года. Похоронен в Больничной церкви Всемилостивого Спаса Толгского монастыря. Над местом его погребения установлена бронзовая доска с надписью золотом: «Здесь положено тело действительного тайного советника, сенатора, ярославского и вологодского генерал-губернатора и орденов российских: Святого апостола Андрея Первозванного, святого князя Александра Невского, святого Равноапостольского князя Владимира первой степени и голштейнского святой Анны кавалера, Алексея Петровича Мельгунова, родившегося 1722 февраля 9 и скончавшегося 1788 года июля 2 дня».

## Семья
А. П. Мельгунов был женат дважды и имел трёх детей:
1. Первая супруга — Маргарита Парменовна Лермант[7], одна из любимых дворцовых девушек императрицы Елизаветы Петровны. В браке родился сын Пётр Алексеевич Мельгунов (ок. 1740—1797), достигший чина генерал-майора, кавалер ордена Святого Георгия IV класса (1773).
2. Вторая супруга (с 1 мая 1766 года) Наталия Ивановна Салтыкова (1742—1782), младшая из сестёр светлейшего князя Николая Ивановича Салтыкова. Наталия Ивановна разделяла с мужем его пышную и весёлую жизнь, была хозяйкою на роскошных праздниках, даваемых на принадлежавших её мужу Елагином острове и Приморском дворе и посещаемых Екатериною II, а затем в Ярославле, после назначения Мельгунова наместником ярославским. После ареста своей тётки, известной «Салтычихи», Наталия Ивановна взяла на воспитание её малолетних сыновей. Скончалась в Ярославле и была погребена в Толгском монастыре, близ Ярославля. Рядом с нею, шесть лет спустя, похоронен был её муж. Двое детей:

- Владимир Алексеевич (ум. 1804), поручик лейб-гвардии Преображенского полка.
- Екатерина Алексеевна (1770—1853), статс-дама, жена генерала князя Д. П. Волконского, которая сделала больше, чем кто бы то ни было, для процветания подмосковной усадьбы Суханово.

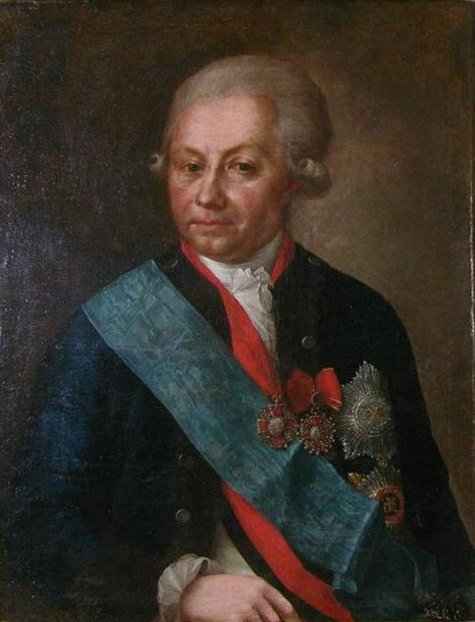
Портрет Алексея Петровича работы Дмитрия Коренева, 1770-1780-е гг.
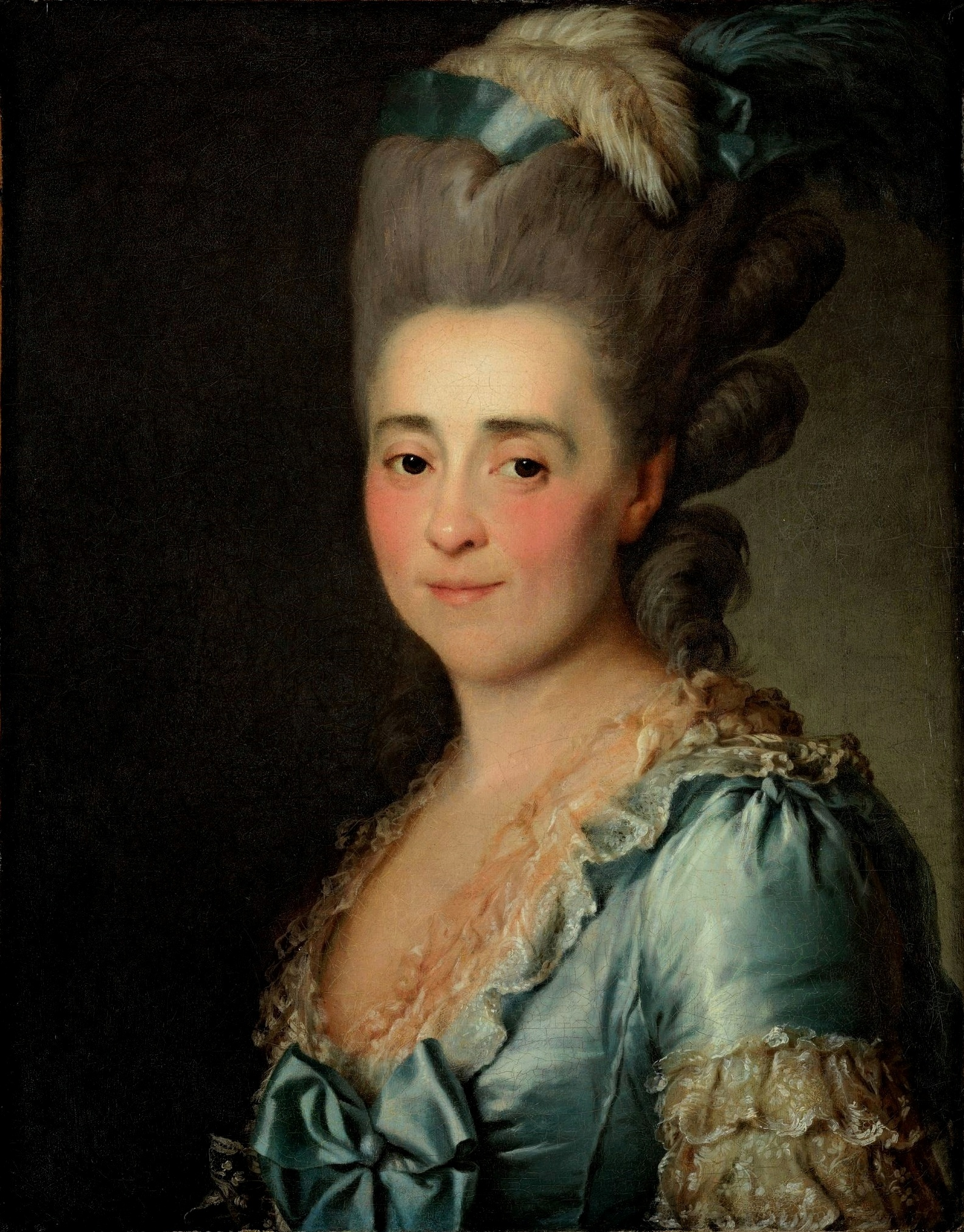
Портрет Наталии Ивановны Салтыковой работы Дмитрия Левицкого, 1770-е гг.
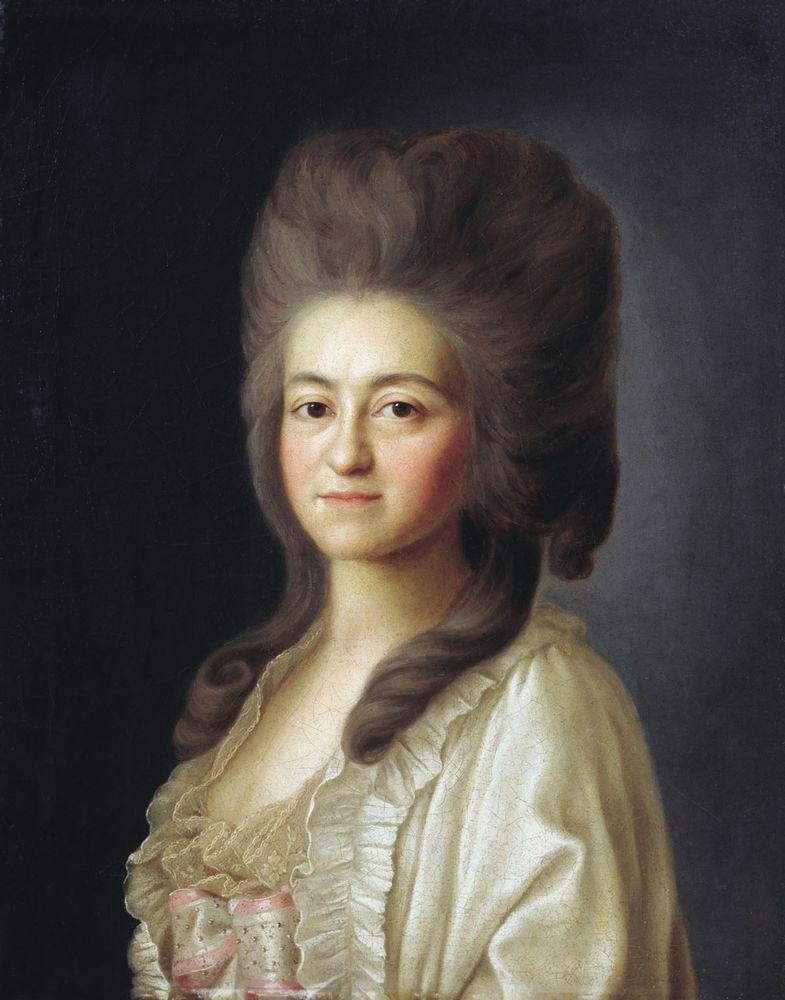
Портрет Екатерины Алексеевны работы Леонтия Миропольского, 18-й в.
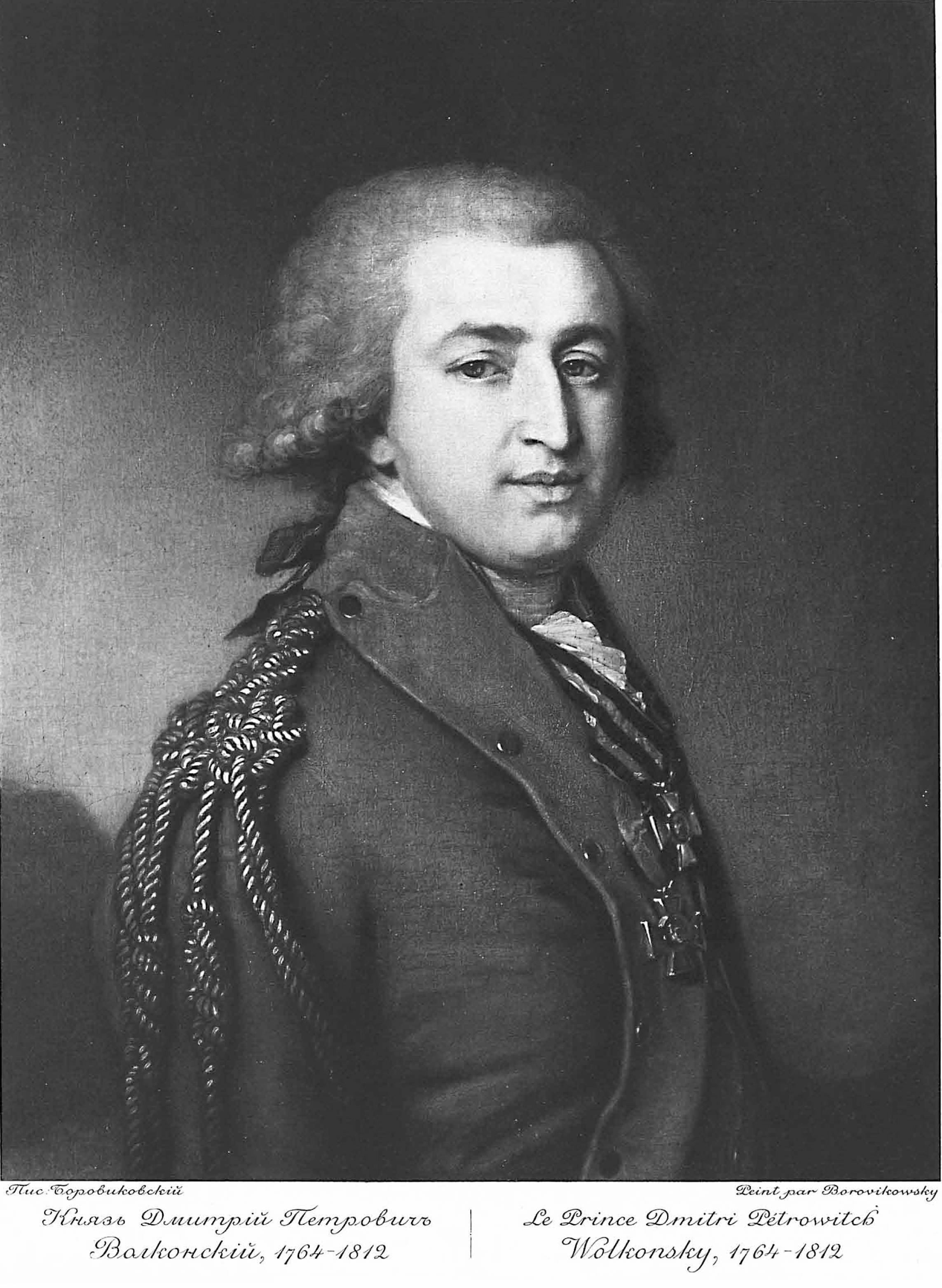
Дмитрий Волконский

## Награды
Кавалер российских орденов:
- Святого Апостола Андрея Первозванного (1780),
- Святого князя Александра Невского (1761),
- Святого Равноапостольского князя Владимира первой степени (1785).

Кавалер голштинского ордена Святой Анны (1762).